# Jack Hollington
Jack Hollington (* 2. Juli 2001 in England) ist ein britischer Schauspieler.

## Leben und Karriere
Hollington wurde am 2. Juli 2001 in England geboren. Sein Debüt hab er 2010 in dem Film The Boogeyman. Anschließend war er 2013 in einer Folge in Doctor Who zu sehen. Weitere Rollen übernahm er in der Serie Casualty sowie in The Go-Between. 2016 spielte er den jungen Beowulf in der Miniserie Beowulf: Return to the Shieldlands. Im selben Jahr wurde er für den Film Brimstone gecastet.
Hollington ist auch im Theater aktiv und gab sein Bühnendebüt in einer Produktion des National Theatre von An Inspector Calls.

## Filmografie
Filme
- 2010: The Boogeyman
- 2014: James
- 2014: Advent
- 2015: The Go-Between
- 2016: Brimstone
- 2017: Holodomor – Bittere Ernte (Bitter Harvest)

Serien
- 2013: Doctor Who
- 2014: Casualty
- 2016: Beowulf: Return to the Shieldlands
- 2017: Fearless

## Theater
- 2008: Camp Rock
- 2010: An Inspector Calls
- 2012: Medea
- 2013–2014: The Full Monty